# 弗盧林根
弗卢林根（德語：Flurlingen）是瑞士联邦苏黎世州安德尔芬根区的市镇。该市镇面积为2.40平方千米，海拔高度413米，2018年12月31日人口数为1,438。

## 外部連結
- 弗卢林根官方网站 （页面存档备份，存于） （德文）